# Mahagonny Songspiel
Ne doit pas être confondu avec Grandeur et décadence de la ville de Mahagonny.
Le Petit Mahagonny
Mahagonny Songspiel, également connu sous le titre Le Petit Mahagonny, est une « cantate scénique à petite échelle » écrite par le compositeur Kurt Weill et le dramaturge Bertolt Brecht en 1927.

## Histoire
Weill est chargé au printemps d'écrire un opéra très court d'une série d'opéras pour être représenté pendant l'été, et il choisit de profiter de l'occasion pour créer un « exercice stylistique » comme préparation à un projet à plus grande échelle qu'il avait commencé à développer avec Brecht (les deux hommes s'étaient rencontrés pour la première fois en mars), leur « opéra épique » expérimental Grandeur et décadence de la ville de Mahagonny (1930).
Mahagonny-Songspiel est basé sur cinq « chants Mahagonny », publiés plus tôt dans l'année dans le recueil de poésie de Brecht, Hauspostille, ainsi que d'autres airs de Brecht. Un nouveau poème, "Poème sur un homme mort", s'ajoutait qui devait former le final. Deux des chansons étaient des parodies en anglais écrites par Elisabeth Hauptmann, Alabama Song et Benares Song. En utilisant une ou deux mélodies de Brecht comme point de départ, Weill commence en mai à mettre les chansons en musique et à composer des interludes orchestraux selon le modèle suivant :
Chanson une | Petite marche | Alabama Song | Vivace | Chanson deux | Vivace assai | Benares Song | Sostenuto (Choral) | Chanson trois | Vivace assai | Finale : Poème sur un homme mort
Mahagonny-Songspiel est produit pour la première fois au nouveau festival allemand de musique de chambre à Baden-Baden le 17 juillet 1927. Brecht met en scène, Lotte Lenya joue Jessie, et la scénographie est de Caspar Neher, qui place la scène dans un ring de boxe avant des projections en arrière-plan interjetent des titres au début de chaque section.

## Enregistrements
- London Sinfonietta, dirigé par David Atherton, avec Mary Thomas, Meriel Dickinson, Philip Langridge, Ian Partridge, Benjamin Luxon et Michael Rippon sur Deutsche Grammophon (DGG 423255-2)
- West Jerusalem Symphony Orchestra, dirigé par Lukas Foss (Turnabout TV 34675, réédition CD: Vox CDX 5043)
- RIAS Berlin Sinfonietta, dirigé par John Mauceri, avec Ute Lemper, Susanne Tremper, Helmut Wildhaber, Peter Haage, Thomas Mohr et Manfred Jungwirth sur Decca Records (London CD 430168-2), doublé avec Die sieben Todsünden
- König Ensemble, dirigé par Jan Latham-Koenig, avec Gabriele Ramm, Trudeliese Schmidt, Hans Franzen, Walter Raffeiner, Peter Nikolaus Kante et Horst Hiestermann sur Capriccio (Capriccio CD 60 028), doublé avec Die sieben Todsünden